# Salvatore Maranzano
Salvatore Maranzano (* 31. Juli 1886 in Castellammare del Golfo, Sizilien; † 10. September 1931 in New York City) war ein Mobster und Mustache Pete der La Cosa Nostra in New York City. Er war Oberhaupt einer der Fünf Familien der Stadt, welche später als Bonanno-Familie klassifiziert wurde.
Im so genannten Krieg von Castellammare versuchte er sich als Capo di tutti i capi (deutsch: „Boss aller Bosse“) durchzusetzen, was letztlich misslang und zu seinem Tod führte.

## Leben

### Emigration
In jungen Jahren wollte er Priester werden und studierte Theologie. Er gab dieses Vorhaben allerdings bald auf und wurde mit der Mafia in seinem Heimatland Italien in Verbindung gebracht. Unklar bleibt, wann Maranzano genau auswanderte. Möglicherweise kam er bereits 1918 nach New York und ließ sich in Brooklyn nieder, wo er während der US-amerikanischen Alkoholprohibition einen groß angelegten Alkoholschmuggel aufbaute.
Eine weitere Theorie besagt, dass es sein Auftrag war, die US-amerikanische Mafia neu zu organisieren, um sie unter Don Vito Cascio Ferros Kontrolle zu bringen, und er wurde der Anführer der Einwanderer aus Castellammare in New York.
Zu diesem Zweck hatte der Don weitere Männer nach New York entsandt, darunter Joseph Profaci und Stefano Magaddino, mit denen sich Maranzano verbündete. Sein erster Schritt war es, die Unterstützung der ansässigen Leute aus Castellammare zu gewinnen. Anstatt als Kontaktperson zwischen den USA und Italien zu pendeln, erhielt er jedoch angeblich vom Don 1927 den Auftrag, die anderen Fünf Familien in New York zu übernehmen.
Wahrscheinlicher scheint es jedoch, dass Maranzano im Zuge des Kampfes der faschistischen Regierung Italiens gegen die Mafia auf Sizilien sich wie viele andere einheimische Mafiamitglieder dazu entschloss, die Flucht vor Cesare Moris Angriffen anzutreten und in die Vereinigten Staaten auszuwandern (vermutlich zwischen 1925 und 1927).

### Krieg von Castellammare
In New York City agierten im Wesentlichen die Fünf Familien in La Cosa Nostra, welche allerdings im Gegensatz zu ihrer Heimat in Konkurrenz mit anderen Gruppierungen standen.

„Neben der Masseria-Gruppe agierte in Manhattan und Brooklyn in enger Anlehnung an Masseria die Al Mineo-Gang. Die Bronx kontrollierte Gaetano Reina, der Sohn von Giacomo Reina aus Corleone (…). Staten Island war das Arbeitsgebiet von Joseph Profaci. Die fünfte Gruppe stellte eine Besonderheit dar, da sie ihre Mitglieder ausschließlich aus Immigranten aus Castellammare del Golfo rekrutierte. Der nominelle Boss dieser Formation war Cola Schiro, das Sagen hatte jedoch Salvatore Maranzano. Die Castellammarese hatten sich ebenfalls für Manhattan und Brooklyn als Operationsgebiet entschieden…“

Maranzano begann in New York (unklar ob aufgrund eigener Ambitionen oder im Auftrage von Cascio Ferro) während der Alkoholprohibition insbesondere auf das Territorium Joe Masserias vorzudringen, indem er sich dessen Alkohollieferungen aneignete und anfing dessen illegale Bars („speakeasy“) zu übernehmen. Dieser wehrte sich gegen diese de facto feindliche Übernahme, und es kam zu einem blutigen Kampf innerhalb der Familien, der als „Krieg von Castellammare“ bekannt wurde. Während Maranzano und seine Verbündeten zu Beginn des Konfliktes noch in der Minderheit waren, konnten sie sich schließlich durchsetzen. Der Konflikt endete mit der Ermordung von Joe Masseria.
Zwei Wochen nach dem Tod von Masseria fand ein geheimes Treffen aller Mafiagrößen von New York in der Nähe der Metropole statt. Maranzano verkündete dort seine Vorstellungen der (Neu-)Ordnung und der Regeln. Er plante die Bildung einer Kommission, untersagte sinnlose Morde und erneuerte die Omertà, welche es jedem der Mitglied oder Assoziierten verbot, über die Organisation oder Aktivitäten zu sprechen, wozu auch die jeweiligen Ehefrauen gehörten.
Insbesondere sollten sich aber Bosse wie Lucky Luciano, Joseph Bonanno, Joseph Profaci, Vincent Mangano und Gaetano Gagliano zur Treue verpflichten, womit er nach klassischen Vorstellungen der Capo di tutti i capi geworden wäre. Diese angestrebte Position als dominantes Oberhaupt kam bei den anderen ranghohen Mitgliedern aber nicht gut an, wobei seine arrogante Behandlung von Untergeordneten und die Vorliebe, seine Organisation mit dem Römischen Reich zu vergleichen, weitere Befürchtungen schürten.
Die Young Turks (dt.: Jungtürken) um Lucky Luciano hatten sich an die kooperative Arbeitsteilung der Seven Group gewöhnt, in der auch mit ethnisch anderen Gruppen zusammengearbeitet wurde. Allein die Zusammenarbeit mit Nichtsizilianern wie Frank Costello und Al Capone galt vielen Mustache Petes, zu denen Maranzano auch zählte, bereits als suspekt, und Lucky Luciano wäre deshalb bereits auf Befehl Masserias fast umgebracht worden.
Maranzano erkannte offenbar den Widerstand, weshalb er den Mord an Luciano, Genovese, Frank Costello und anderen plante, aber die Gegenseite war schneller. Zu dem Zeitpunkt, als Maranzano „Mad Dog“ Coll anheuern wollte, hatte Luciano mit Hilfe Meyer Lanskys oder Gaetano Luccheses – welcher sich zuvor im Vertrautenkreis von Maranzano bewegte – den Mordplan bereits erfahren.

### Das Ende
Ein weiterer Hinweis von Lucchese brachte Luciano die Information, dass Maranzano am 10. September 1931 mit einer Razzia durch Steuerfahnder rechnete. Insbesondere über seine Kontakte zu seinen Jugendfreunden Meyer Lansky und Bugsy Siegel organisierte Luciano vier Attentäter, welche an diesem Tag in Maranzanos Büro eindrangen und sich zur Tarnung als die vermuteten Fahnder ausgaben.
Es handelte sich dabei um „Red“ Levine, Bo Weinberg, ein Verbrecher aus dem Umfeld von Dutch Schultz, und zwei weitere von Lansky zur Verfügung gestellte Killer. Auch Lucchese war an diesem Tag wegen eines Treffens mit Maranzano anwesend und unterstützte die Attentäter tatkräftig.
Diese entwaffneten die Wachen und positionierten alle Verdächtigen mit dem Gesicht zur Wand. Auf einen versteckten Hinweis von Lucchese brachten sie Maranzano in sein Büro und erschossen ihn. Als sie die Treppen hinunter flohen, trafen sie auf Coll, der bereits eine Anzahlung von 25.000 US-Dollar erhalten hatte und sich nun wegen der Einzelheiten seiner Mordaufträge mit Maranzano treffen wollte. Dieser wurde von den Flüchtenden vor der Razzia gewarnt, so dass er ebenfalls sofort floh.

## Folgen
Nach seinem Tod organisierten die Anführer der Fünf Familien die Zusammenarbeit in New York neu und verboten die Position des Capo di tutti i capi. Eine darauf angeblich folgende Ermordung von 40 amerikanischen Mafiosi noch in der gleichen Woche gilt heute als Legende. Luciano errichtete nun ein föderales System, das National Crime Syndicate, in welchem weder er noch andere den Titel Boss der Bosse für sich beanspruchten.
Maranzanos Ehefrau Elisabetta starb 1964. Beide wurden auf dem St. John’s Cemetery begraben, welcher sich in New York Citys Stadtteil Queens befindet, nur wenige Meter von den Gräbern Lucianos und Genoveses entfernt.

## Filme und Dokumentationen
- 1972: Die Valachi Papiere: Salvatore Maranzano wird gespielt von Joseph Wiseman.
- 1991: Die wahren Bosse – Ein teuflisches Imperium: Film über den Krieg von Castellammare, der Gründung der Fünf Familien und des National Crime Syndicate’s. Maranzano wird gespielt von Michael Gambon.
- 1999: Meyer Lansky – Amerikanisches Roulette: Maranzano wird gespielt von Ron Gilbert.
- 2011: In der Serie Torchwood (Staffel 4, Folge 7) wird Maranzano von Cris D’Annunzio gespielt.
- 2014: Maranzano wird in der Serie Boardwalk Empire in 4 Folgen der 5. Staffel durch Giampiero Judica verkörpert.
- 2021: Im Film Lansky - Der Pate von Las Vegas spielt Jay Giannone die Rolle des Salvatore Maranzano. Dieser wird bei einer vorgetäuschten Polizeirazzia mit Durchsuchungsbefehl von dem verkleideten Benjamin Siegel erst angeschossen und dann durch zahllose Messerstiche umgebracht.